# Тексома (Тексас)
Тексома (енгл. Texhoma) град је у америчкој савезној држави Тексас. По попису становништва из 2010. у њему је живело 346 становника.

## Демографија
Према попису становништва из 2010. у граду је живело 346 становника, што је 25 (6,7%) становника мање него 2000. године.
| Група             | 2000.       | 2010.       |
| Белци             | 302 (81,4%) | 263 (76,0%) |
| Афроамериканци    | 1 (0,3%)    | 3 (0,9%)    |
| Азијати           | 0 (0,0%)    | 0 (0,0%)    |
| Хиспаноамериканци | 58 (15,6%)  | 75 (21,7%)  |
| Укупно            | 371         | 346         |